# Mexikó-trilógia
A Mexikó-trilógia három részből álló western-akciófilm sorozat, melyet Robert Rodríguez írt és rendezett. Mindhárom rész a pisztolyforgató gitáros, El Mariachi, vagyis a Zenész történetét meséli el, akit az első részben Carlos Gallardo, a második és harmadik részben Antonio Banderas alakít.
A három filmet – El Mariachi – A zenész, Desperado és Volt egyszer egy Mexikó – 1993 és 2003 között mutatták be. 2014-ben egy egyévados spanyol nyelvű sorozat is megjelent, El Mariachi címmel.

## A filmsorozat készítése
A trilógia az 1993-as, nagyon kis költségvetésű El Mariachi – A zenész című filmmel kezdődött, mely mindössze 7000 dollárból készült. Teljes egészében Mexikóban forgatták, többségében amatőr színészekkel, 16 mm-es filmre. Eredetileg a mexikói videófilmes piacra szánták, Rodríguez az anyagi források egy részét úgy teremtette elő, hogy orvosi kísérletekben volt tesztalany. Bedhead című rövidfilmjével, melyet egyetemi hallgatóként készített, szintén sikerült pénzt szereznie, filmfesztiválok jutalomdíjainak formájában.
A Columbia Pictures vezetőségének annyira tetszett a film, hogy megvásárolták az amerikai terjesztés jogait. Az eredeti költségvetés többszörösét költötték el az alapmű 35 mm-es filmre történő átdolgozására, marketingkampányra és a film kiadására. A kedvező fogadtatás miatt a trilógia második részét, majd a befejező részt is szponzorálták.

## Filmek
| Film                    | Amerikai bemutató    | Rendező          | Forgatókönyv és sztori | Producer                                               |
| ----------------------- | -------------------- | ---------------- | ---------------------- | ------------------------------------------------------ |
| El Mariachi – A zenész  | 1993. február 26.    | Robert Rodríguez | Robert Rodríguez       | Robert Rodríguez és Carlos Gallardo                    |
| Desperado               | 1995. augusztus 25.  | Robert Rodríguez | Robert Rodríguez       | Robert Rodríguez és Bill Borden                        |
| Volt egyszer egy Mexikó | 2003. szeptember 12. | Robert Rodríguez | Robert Rodríguez       | Robert Rodriguez, Carlos Gallardo és Elizabeth Avellán |

### El Mariachi – A zenész (1992)
A film összesen 7000 dollárból készült. Az akkor elsőfilmes rendező nevét a film bemutatója után egy lapon kezdték említeni Quentin Tarantinóéval. Az El Mariachi a Cannes-i fesztiválon hasonló sikert aratott, mint a Ponyvaregény.

### Desperado (1995)
Visszatér a fekete ruhás férfi, akinek senki nem ismeri a nevét, nem látta az arcát, akinek mindig gitártok van a kezében, pedig már régen nem zenél.
Bosszúért jött. Egykori szerelme haláláért halállal akar fizetni, és bármerre jár, nem fukarkodik. Vérbe és lángba borul körülötte a mexikói kisváros, ahol évekkel ezelőtt kis híján legyőzte őt régi ellensége, a környék őrült ura, Bucho.
Az El Mariachi - A zenész című filmből megismert hősök újra akcióba lépnek. A zenészt csak legjobb barátja és egy szép könyvesbolt-tulajdonos segíti terve végrehajtásában. A terv pedig egyszerű: ölni kell. Ám eljön a nap, amikor a Zenész végre szembekerül azzal, akit üldözött, de valamiért mégis képtelen elsütni fegyverét…

## Televíziós sorozat

### El Mariachi (2014)
| Évad | Évad | Részek száma | Részek száma | Eredeti sugárzás  | Eredeti sugárzás | Eredeti adó |
| Évad | Évad | Részek száma | Részek száma | Évadbemutató      | Évadzáró         | Eredeti adó |
| ---- | ---- | ------------ | ------------ | ----------------- | ---------------- | ----------- |
|      | 1.   | 71           | 71           | 2014. március 10. | 2014. június 17. | AXN         |

## Szereplők
| Szereplő                | El Mariachi – A zenész (1992) | Desperado (1995)   | Volt egyszer egy Mexikó (2003) |
| ----------------------- | ----------------------------- | ------------------ | ------------------------------ |
| "El Mariachi", a Zenész | Carlos Gallardo               | Antonio Banderas   | Antonio Banderas               |
| Dominó                  | Consuelo Gómez                | Consuelo Gómez     |                                |
| Mauricio "Moco"         | Peter Marquardt               | Peter Marquardt    |                                |
| "Azul"                  | Reinol Martínez               |                    |                                |
| Cesar "Bucho"           |                               | Joaquim de Almeida |                                |
| Carolina                |                               | Salma Hayek        | Salma Hayek                    |
| Buscemi                 |                               | Steve Buscemi      |                                |
| Sands CIA-ügynök        |                               |                    | Johnny Depp                    |
| Billy Chambers          |                               |                    | Mickey Rourke                  |
| Ajedrez                 |                               |                    | Eva Mendes                     |

## Fordítás
- Ez a szócikk részben vagy egészben  a   Mexico Trilogy című angol Wikipédia-szócikk ezen változatának fordításán alapul.  Az eredeti cikk szerkesztőit annak laptörténete sorolja fel. Ez a jelzés csupán a megfogalmazás eredetét és a szerzői jogokat jelzi, nem szolgál a cikkben szereplő információk forrásmegjelöléseként.